# Paraphytus andamanus
Paraphytus andamanus là một loài bọ cánh cứng trong họ Bọ hung (Scarabaeidae).